# Design Museum Brussels
Le Design Museum Brussels est un musée consacré au design et à son histoire. Il a été créé en 2015 à partir de la collection privée Plasticarium constituée par Philippe Decelle et acquise par l'Atomium pour la collection permanente du Art et Design Atomium Museum ou Musée Adam.  En 2020, le musée prend le nom de Design Museum Brussels. 
La collection permanente s'agrandit avec une section consacrée au design belge, Belgisch Design Belge et des expositions temporaires.

## Historique
Philippe Decelle accumule, depuis 1987, dans une maison au 35 de la rue du Locquenghien, une collection d'éléments de design en plastique. Sans héritier, il souhaite transmettre ses objets. En 2014, l'Atomium acquiert la collection privée puis engage, avec le soutien financier de la Ville de Bruxelles, la construction d'un nouvel espace de 5 000 m2 sur le plateau du Heysel au Trade Mart : le Plasticarium - Art & Design Atomium Museum. En attenant l'ouverture, une petite exposition Orange Dreams est organisée au sein de l'Atomium.
Maintenant nommé Art & Design Atomium Museum (communément le musée Adam), le lieu ouvre ses portes le 11 décembre 2015. Le « Plasticarium » désigne alors un espace, une collection permanente, occupant environ la moitié de la surface totale du musée, le reste étant consacré à des expositions temporaires, remplaçant ainsi parfois celles présentes à l'Atomium jusque là,,. Par la suite en 2020, le Plasticarium devient la Plastic Design Collection. 
Le 2 octobre 2020, le lieu devient le Design Museum Brussels pour mieux refléter l'évolution de sa mission vers la création dans le design,.
Le musée est le troisième lieu en Belgique consacré au design, avec le Design Museum Gent et le Centre d’Innovation et de Design du Grand Hornu dans le Hainaut.

## Architecture
Le Design Museum Brussels se situe sur le plateau du Heysel, à proximité de l'Atomium avec lequel il s'articule. Il s'intègre dans un espace de 5 000 m2 dans le Trade Mart Brussels, un vaste espace commercial destiné aux professionnels, conçu en 1975 par l'architecte John Portman (1924-2017).  
L'architecture et la scénographie du musée sont l’œuvre du bureau Lhoas & Lhoas Architectes, associé pour l'occasion à Thierry Belenger (spécialiste du design du XXe siècle) et Alexandra Midal (historienne et théoricienne du design). 
L’architecte Jean Nouvel a conçu l'entrée. Le Trade Mart, un bâtiment bas aux façades vitrées se situant en retrait des espaces publics, il a choisi d'accentuer la visibilité et l'identité du musée, en construisant une entrée surdimensionnée. Il utilise l’escalier tubulaire existant, le couvre d'un escalier identique posé à l'envers et couvert de miroirs,. 
Le bâtiment lui-même est d'une grande simplicité. Il réutilise un maximum d'éléments déjà présents, à la fois pour des raisons économiques et par choix architectural. Les architectes utilisent la structure brute, conservant ainsi le cloisonnement, l’aspect brut du sol en béton et des plafonds en nid d’abeille. La scénographie est dans la même ligne avec l'utilisation de ciment, caillebotis et poutrelles qui créent un environnement sobre pour les objets exposés.
La structure est composée d'un système de dalles portantes dotées d'une résille de caissons et couplées à des colonnes espacées de 7,5m. Le tout s'articule sur une trame carrée pour former un ensemble omnidirectionnel puissant.
Entrée, cafétéria et espace d'exposition temporaire bénéficient de vues sur l'extérieur et le grand palais du Heysel.
Sa typologie et sa composition ont surtout un exemple de l'architecture dite de « style international » ou encore une version du brutalisme »[source secondaire nécessaire].
Le mobilier intérieur est réalisé par la société suisse Vitra et l'éclairage par la firme belge Delta light[source secondaire nécessaire].
L'espace vert devant l'entrée est reconfiguré en un jardin.

## Collections
Le cœur du musée est la collection d'environ 2 000 pièces de Philippe Decelle. Elle représente un fonds exhaustif de la création de design plastique de 1960 à 2000 et comporte des œuvres signées par des artistes de renom que César, Evelyne Axell, Joe Colombo, Verner Panton, Philippe Starck..  Eero Aarnio, mais aussi des contemporains tels que Philippe Starck ou Charles Kaisin
Cette collection est complétée par des acquisitions, des prêts ou des échanges.
Seules 450 pièces du fonds Decelle et une cinquantaine d'acquisitions ultérieures sont exposées selon une rotation tenant compte de l'actualité de l'art et des expositions temporaires,.
En 2020, le musée s'enrichit d'une seconde collection permanente, le Belgisch Design Belge dont les présentations se veulent représentatives du design en Belgique. Des pièces de design moderne et contemporain acquises ou en dépôt dialoguent ainsi avec les objets de la collection de design plastique.

## Activités annexes
Le musée dispose d’un auditorium de près de 400 places, organise des conférences, des workshops et des activités destinées aux enfants.
Arnaud Bozzini est directeur du musée depuis 2018.
Le musée a accueilli 126 000 visiteurs en 2019 dont la moitié environ vient de l'étranger.

## Expositions temporaires (sélection)
- 2016 : Eames & Hollywood[e 1],[e 2]
- 2016 : Artview#4. A private collection, dans le cadre de Art Brussels[e 3]
- 2017 : A tribute to Componibili, en collaboration avec le Kartell Museo, Milan[e 4],[e 5]
- 2017 : The Paper Revolution. Soviet graphic design and Constructivism (1920-1930's), en collaboration avec le Moscow Design Museum[e 6]
- 2017 : The Bauhaus #itsalldesign, avec le Vitra Design Museum[e 7],[e 8]
- 2017 : When silence speaks – heart of a forgotten land, exposition personnelle de la photographe Johanne Verbockhaven[e 9]
- 2017- janvier 2018 : Panorama, a history of modern design in Belgium[e 10],[e 11]
- janvier 2018 : Soviet Design. Red Wealth, en collaboration avec le Moscow Design Museum[e 12],[e 13]
- mars 2018 : Podium 58, en collaboration avec le Musée du costume et de la dentelle, trois expositions simultanées avec Graphic 58 (au musée) et People of 58 (à l'Atomium)[e 14]
- novembre 2018 : Design Generations. Intersections 5, en collaboration avec Wallonie-Bruxelles Design-Mode[e 15]
- 2018-2019 : Night Fever. Designing Club Culture. 1960 – today, en collaboration avec le Vitra Design Museum[e 16],[e 17]
- mai 2019 : Spaces. Interior Design Evolution[e 18],[e 19]
- 2019-2020 : Punk Graphics. Too fast to live, too young to die[e 20],[e 21]
- 2020 : (dé)confinés[e 22],[e 23]
- 2020-2021 : Standing Stones[e 24]
- 2021 : Chaise. Stoel. Chair. Defining Design[e 25],[e 26]